# Temporada 1982-1983 del FC Barcelona (femení)

## Desenvolupament de la temporada
Les jugadores disputen la Lliga Catalana però no es disposen de totes les dades. També disputen la Copa Generalitat però tampoc no es disposen de dades.

## Jugadores i cos tècnic

### Plantilla 1982-83
La plantilla i el cos tècnic del primer equip per a l'actual temporada (manca informació) són els següents:
| N. | Pos. | Nac. | Jugador                    |
| -- | ---- | --- | -------------------------- |
| —  | DEF  | [[Fitxer:Flag of Catalonia.svg\|23x15px\|border \|alt=Catalunya\|link=Selecció de futbol de Catalunya\|{{#if:\|]] | Lola Ginés                 |
| —  | DEF  | [[Fitxer:Flag of Catalonia.svg\|23x15px\|border \|alt=Catalunya\|link=Selecció de futbol de Catalunya\|{{#if:\|]] | Neus Gallofré              |
| —  | DEF  | [[Fitxer:Flag of Catalonia.svg\|23x15px\|border \|alt=Catalunya\|link=Selecció de futbol de Catalunya\|{{#if:\|]] | Carme Suñé                 |
| —  | DEF  | [[Fitxer:Flag of Catalonia.svg\|23x15px\|border \|alt=Catalunya\|link=Selecció de futbol de Catalunya\|{{#if:\|]] | Maria Ángeles Navas Garcia |
| —  | DEF  | [[Fitxer:Flag of Catalonia.svg\|23x15px\|border \|alt=Catalunya\|link=Selecció de futbol de Catalunya\|{{#if:\|]] | Lucía Herrero Baldoví      |
| —  | DEF  | [[Fitxer:Flag of Catalonia.svg\|23x15px\|border \|alt=Catalunya\|link=Selecció de futbol de Catalunya\|{{#if:\|]] | Carme Nóbrega              |
| —  | DEF  | [[Fitxer:Flag of Catalonia.svg\|23x15px\|border \|alt=Catalunya\|link=Selecció de futbol de Catalunya\|{{#if:\|]] | Amada Pareja               |

| N. | Pos. | Nac. | Jugador                   |
| -- | ---- | --- | ------------------------- |
| —  | DEF  | [[Fitxer:Flag of Catalonia.svg\|23x15px\|border \|alt=Catalunya\|link=Selecció de futbol de Catalunya\|{{#if:\|]] | Francina Pubill           |
| —  | DEF  | [[Fitxer:Flag of Catalonia.svg\|23x15px\|border \|alt=Catalunya\|link=Selecció de futbol de Catalunya\|{{#if:\|]] | Loli Rodríguez            |
| —  | MIG  | [[Fitxer:Flag of Catalonia.svg\|23x15px\|border \|alt=Catalunya\|link=Selecció de futbol de Catalunya\|{{#if:\|]] | Vicenta Pubill            |
| —  | MIG  | [[Fitxer:Flag of Catalonia.svg\|23x15px\|border \|alt=Catalunya\|link=Selecció de futbol de Catalunya\|{{#if:\|]] | Juani Escamilla           |
| —  | MIG  | [[Fitxer:Flag of Andalucía.svg\|23x15px\|border \|alt=Andalusia\|link=Selecció de futbol d'Andalusia\|{{#if:\|]]  | Encarnación Portillo Brea |
| —  | DAV  | [[Fitxer:Flag of Andalucía.svg\|23x15px\|border \|alt=Andalusia\|link=Selecció de futbol d'Andalusia\|{{#if:\|]]  | Inmaculada Romero Mármol  |
| —  | DAV  | [[Fitxer:Flag of Catalonia.svg\|23x15px\|border \|alt=Catalunya\|link=Selecció de futbol de Catalunya\|{{#if:\|]] | Emilia Ibáñez             |

### Cos tècnic 1982-83
- Entrenador: Luis Vega

## Partits

### Lliga catalana
| 10 octubre 1982 | Club Femení Barcelona | 12–0 | Sant Pere i Sant Pau |  |  |
| Jornada 1       |                       |      |                      |  |  |

| 17 octubre 1982 | FF Vallès Occidental | 2–1 | Club Femení Barcelona |  |  |
| Jornada 2       |                      |     |                       |  |  |

| 24 octubre 1982 | Club Femení Barcelona | 0–1 | RCD Espanyol (femení) | Barcelona |  |
| 18:00 Jornada 3 |                       |     |                       |           |  |

| 31 octubre 1982 | Granollers | 0–8 | Club Femení Barcelona |  |  |
| Jornada 4       |            |     |                       |  |  |

| 7 novembre 1982 | Club Femení Barcelona | v | — |  |  |
| Jornada 5       |                       |   |   |  |  |

| 14 novembre 1982 | — | No apareix a la llista de partits de la referència | Club Femení Barcelona |  |  |
| Jornada 6        |   |                                                    |                       |  |  |

| 21 novembre 1982 | Club Femení Barcelona | v | PB Barcilona |  |  |
| Jornada 7        |                       |   |              |  |  |

| 28 novembre 1982 |  | v | Club Femení Barcelona |  |  |
| Jornada 8        |  |   |                       |  |  |

| 5 desembre 1982 | Club Femení Barcelona | No apareix a la llista de partits de la referència | — |  |  |
| Jornada 9       |                       |                                                    |   |  |  |

| 12 desembre 1982 | Ciutat Comtal | v | Club Femení Barcelona |  |  |
| Jornada 10       |               |   |                       |  |  |

| 19 desembre 1982 | Club Femení Barcelona | 1–0 | FF Catalunya |  |  |
| Jornada 11       |                       |     |              |  |  |

| (9?) gener 1983 | Viviendas Congreso | 0–3 | Club Femení Barcelona |  |  |
| Jornada 12      |                    |     |                       |  |  |

| 23 gener 1983 | Club Femení Barcelona | v | Sant Adrià |  |  |
|               |                       |   |            |  |  |

| 30 gener 1983 | La Mina | v | Club Femení Barcelona |  |  |
|               |         |   |                       |  |  |

| 6 febrer 1983 | Sant Pere i Sant Pau | v | Club Femení Barcelona |  |  |
|               |                      |   |                       |  |  |

| 20 febrer 1983 | RCD Espanyol (femení) | v | Barcelona |  |  |
|                |                       |   |           |  |  |

| 27 febrer 1983 | Club Femení Barcelona | 4–4 | Granollers |  |  |
| 19             |                       |     |            |  |  |

| 13 març 1983 | Club Femení Barcelona | No apareix a la llista de partits de la referència | – |  |  |
|              |                       |                                                    |   |  |  |

| (24?) març 1983 | PB Barcilona | 3–1 | Club Femení Barcelona |  |  |
| Jornada 18      |              |     |                       |  |  |

| 10 abril 1983 | Club Femení Barcelona | No apareix a la llista de partits de la referència | — |  |  |
|               |                       |                                                    |   |  |  |

| 17 abril 1983 | Club Femení Barcelona | v | Ciutat Comtal |  |  |
|               |                       |   |               |  |  |

| 24 abril 1983 | FF Catalunya | v | Club Femení Barcelona |  |  |
|               |              |   |                       |  |  |

### Amistosos
| 7 novembre 1982                           | Club Femení Barcelona | v | RCD Espanyol (femení) | Tarragona                  |  |
| Amistós Tribut al periodista Pere Peralta |                       |   |                       | Nou Estadi Costa Daurada · |  |

| 29 maig 1983  | Selecció Catalana          | 3–1 | Club Femení Barcelona | Barcelona     |  |
| 10:30 Amistós | Elisabeth, Beatriz, Carmen |     | Emilia Ibáñez         | Mini Estadi · |  |